# Tiercelet
Tiercelet är en kommun i departementet Meurthe-et-Moselle i regionen Grand Est (tidigare regionen Lorraine) i nordöstra Frankrike. Kommunen ligger i kantonen Villerupt som tillhör arrondissementet Briey. År 2022 hade Tiercelet 635 invånare.

## Befolkningsutveckling
Antalet invånare i kommunen Tiercelet
| Referens: INSEE |